# Paracomitas augusta
Paracomitas augusta é uma espécie de gastrópode do gênero Paracomitas, pertencente a família Pseudomelatomidae.